# Урданета, Габриэль Хосе
Габриэ́ль Хосе́ Урдане́та Ранхе́ль (исп. Gabriel José Urdaneta Rangel; род. 7 января 1976, Мерида, Венесуэла) — венесуэльский футболист, полузащитник. Один из лучших игроков в истории сборной Венесуэлы.

## Карьера
Начал карьеру в клубе из Мериды «Универсидад де Лос-Андес». Играл за многие венесуэльские команды. В составе «Атлетико Сулия» стал чемпионом и обладателем Кубка Венесуэлы. На рубеже тысячелетий переехал в центральную Европу, где выступал в чемпионате Швейцарии. Вместе с лихтенштейнским «Вадуцем» выиграл Кубок Лихтенштейна — 2006. После этого вернулся на родину и впоследствии представлял клубы своей страны. Однако на закате карьеры вновь засветился в системе швейцарского футбола, отыграв три года за «Кёниц» в качестве капитана команды. Завершил карьеру летом 2014 года.
Урданета стал одним из самых успешных игроков в Венесуэле. С 77 матчами за национальную сборную он занимает девятое место в истории венесуэльского футбола по этому показателю. Также Габриэль Хосе Урданета входит в десятку лучших бомбардиров сборной (9 голов).

## Достижения
- Победитель Кубка Венесуэлы — 1997.
- Чемпион Венесуэлы — 1998.
- Победитель Кубка Лихтенштейна — 2006.
- Вице-чемпион Венесуэлы — 2007.